# Nepal ved sommer-OL 2016
Nepal deltog ved Sommer-OL 2016 i Rio de Janeiro som blev arrangeret i perioden 5. august til 21. august 2016.

## Medaljer
| 2016 Rio de Janeiro | Guld | Sølv | Bronze | Total |
| Nepal               | 0    | 0    | 0      | 0     |

## Svømning

### Resultater
| Dato      | Disciplin | H/D   | Udøver        | Indledende heat | Indledende heat | Semifinale          | Semifinale          | Finale              | Finale              |
| Dato      | Disciplin | H/D   | Udøver        | Tid             | Placering       | Tid                 | Placering           | Tid                 | Placering           |
| --------- | --------- | ----- | ------------- | --------------- | --------------- | ------------------- | ------------------- | ------------------- | ------------------- |
| 7. august | 100 m ryg | Damer | Gaurika Singh | 1:08,45         | 31              | ude af konkurrencen | ude af konkurrencen | ude af konkurrencen | ude af konkurrencen |